# Trędowata (serial telewizyjny)
Trędowata – polski serial telewizyjny zrealizowany na podstawie powieści Heleny Mniszkówny pod tym samym tytułem. W porównaniu do literackiego pierwowzoru twórcy serialu zmienili zakończenie.

## Obsada
- Anita Sokołowska – Stefania Rudecka
- Beata Tyszkiewicz – hrabina Ćwilecka
- Aldona Orman – Michalina Ćwilecka
- Wojciech Dzieduszycki – hrabia Maciej Michorowski (dziadzio)
- Ewa Dałkowska – Idalia
- Piotr Beluch – hrabia Trestka
- Tomasz Mandes – ordynat Waldemar Michorowski
- Violetta Kołakowska – Melania Barska
- Iga Mayr – księżna Podhorecka
- Marcin Grzymowicz – Edmund Prątnicki
- Dorota Gorjainow – Rita Szeliżanka
- Małgorzata Głuchowska – Lucia
- Małgorzata Żak – Hrabina Jacques
- Michał Juszczakiewicz – reżyser Bogdan Byrski
- Jan Tadeusz Stanisławski – pan Ksawery
- Piotr Wiszniowski – hrabia Morawski
- Aleksandra Woźniak – pokojówka Marta
- Jerzy Turowicz – Jacenty
- Leon Niemczyk – hrabia Barski
- Edyta Torhan – pielęgniarka
- Piotr Bąk – klecz
- Jolanta Żółkowska – Aniela Rudecka
- Jakub Kotyński – Jurek Rudecki
- Grzegorz Chrapkiewicz – Grzegorz Rudecki
- Marek Ryter – Brochwicz
- Michał Michalski – praktykant
- Zofia Saretok – Dobrzysia
- Marta Stefańska – Zosia Rudecka
- Bogusław Koprowski – ksiądz
- Krzysztof Górecki – Ruczajewski
- Krzysztof Bauman – lekarz wiedeński
- Michał Konarski – lekarz słodkowicki
- Adam Szyszkowski – policjant
- Krzysztof Kalczyński – lekarz warszawski
- Teresa Szmigielówna – Stefcia Rudecka
- Krzysztof Jaroszyński – biznesmen z Ameryki
- Michał Kruk
- Grzegorz Mostowicz

## Spis odcinków
| Seria | Odcinki   | Premiera serii  | Finał serii     | Emisja           |
| ----- | --------- | --------------- | --------------- | ---------------- |
| Pilot | Pilot     | 31 grudnia 1999 | 31 grudnia 1999 | piątek, 20.35    |
| 1     | 1-15 (15) | 5 marca 2000    | 18 czerwca 2000 | niedziela, 17.15 |